# Canuto IV da Dinamarca
Canuto IV (em dinamarquês:  Knud 4. den Hellige; c.1043 — 17 de Julho de 1086), também conhecido como Canuto, o Santo (em dinamarquês, Knud den Hellige), foi rei da Dinamarca entre 1080 e 1086. É o santo padroeiro da Dinamarca.
Canuto IV era o filho ilegítimo do rei Sueno II, tendo sucedido o seu irmão Haroldo III. Casou-se com Adelaide da Flandres, filha de Roberto I, conde da Flandres, e teve um filho, Carlos, que se tornou conde da Flandres.
Canuto pretendia estabelecer uma forte autoridade real com base numa igreja poderosa. Ele considerou ser seu o título de Rei da Inglaterra, já que era o sobrinho-neto do rei Canuto, o Grande, que reinou a Inglaterra, a Dinamarca e a Noruega entre 1016 e 1035. Canuto IV tentou forçar os camponeses da Jutlândia a participar numa invasão à Inglaterra. No entanto, esta acção provocou antes uma rebelião que culminou com o regicídio de Canuto na igreja de S. Alban, em Odense. Na mesma, morreram o seu irmão Bento e 17 dos seus seguidores. Em 1101, Canuto IV foi canonizado e em 1300, ele e o seu irmão foram sepultados na nova Catedral de São Canuto. 
Após a expansão do Luteranismo, e apesar da sua canonização, Canuto foi visto como um tirano que explorava o povo e foi assassinado pelo mesmo em busca da sua liberdade. No entanto, os camponeses da Dinamarca medieval tinham liberdade e influência política, ao contrário do feudalismo continental europeu. É de notar que Canuto IV seguia contudo uma linha absolutista, à qual a Dinamarca não tinha sido exposta devido à grande resistência a influências provindas da zona do Mediterrâneo, em reinados anteriores.

## Relíquias
A Catedral de São Canuto, na Dinamarca, guardou durante nove séculos as relíquias do rei, e do seu irmão Benedikt. A história das relíquias é turbulenta: inicialmente, eram um objeto de adoração dos fiéis católicos, mas depois da reforma protestante, em 1536, foram escondidas.
Os sacrários de madeira dos irmãos estão em exibição na catedral de Odense, na Dinamarca, como património nacional desde o século XIX. O sacrário do rei Canuto não contém os tecidos de seda colocados na sua consagração. Em vez disso é provável que os tecidos do sacrário do seu irmão tenham sido transferidos em algum momento para o sacrário do rei. Ambos estavam cobertos de tecidos valiosos e, em 1536, o sacrário de Canuto estava forrado com um raro tecido de seda. Décadas mais tarde, os sacrários foram colocados verticalmente e, a partir de então, não houve relatos dos tecidos no sacrário do rei, quando foi reexaminado em 1694 e 1833. Quando os sacrários foram preparados para serem exibidos em 1874, os investigadores ficaram intrigados com a ausência dos tecidos valiosos e puseram em cima da mesa a hipótese de terem sido roubados.
Se no sacrário do rei Canuto não encontraram qualquer tecido, o sacrário do irmão Benedikt tinha os tecidos mais valiosos. Perante esta observação, foi impossível de julgar a qual dos sacrários pertenciam os tecidos encontrados.

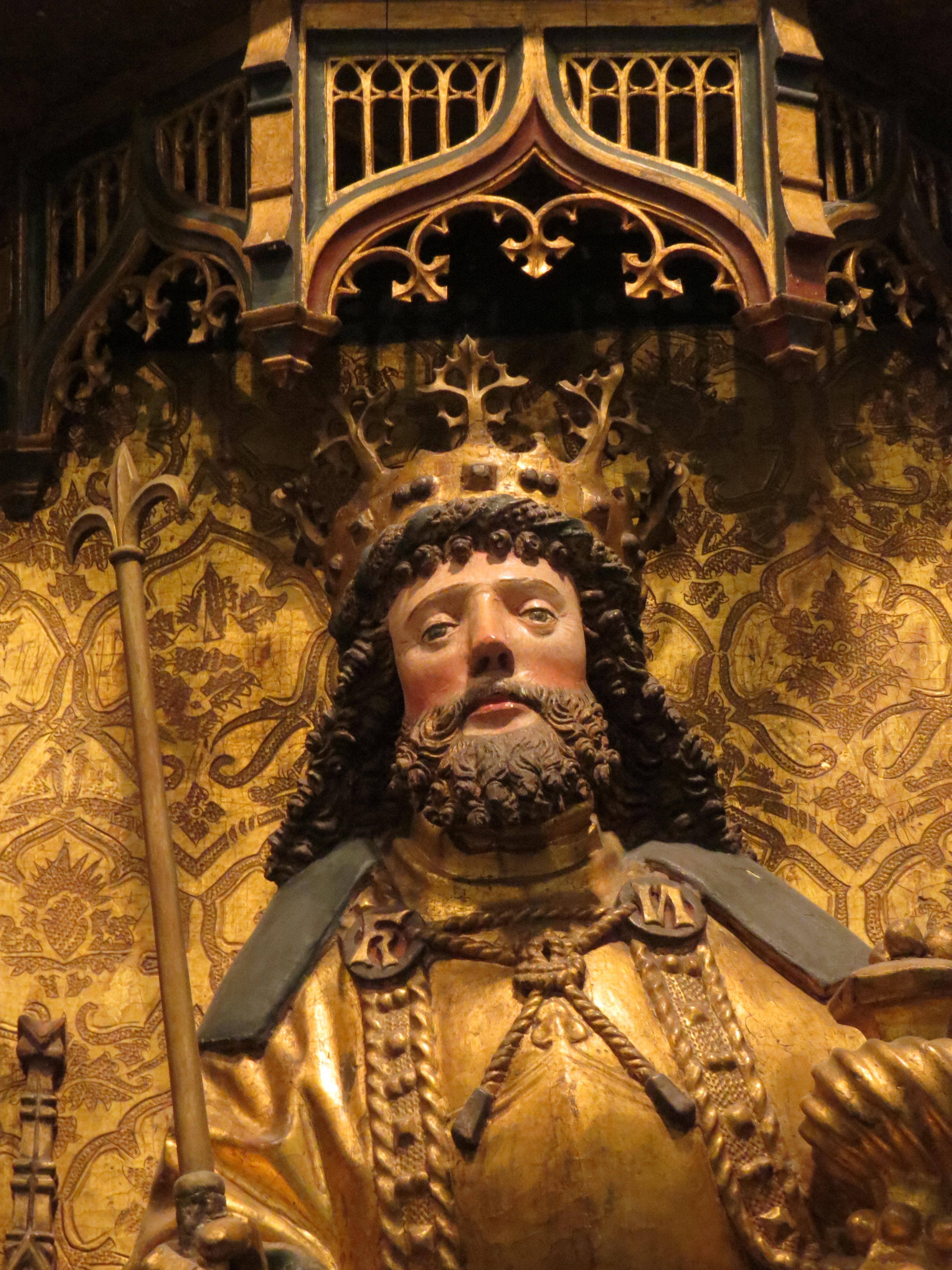
Estátua de São Canuto na St. Peter's Church, Næstved

Os tecidos em ambos os sacrários têm a mesma idade, que coincide com de 1086, quando os dois irmãos foram consagrados.
O rei Canuto está no seu sacrário com os tecidos funerários do seu irmão. Entre os tecidos destinados a Benedikt, mas posteriormente colocados com Canuto, estão uma almofada com pássaros e o tecido “Seda de Águia”. As sedas luxuosas podem ter sido enviadas do sul da Itália para os sacrários na Dinamarca pela viúva do rei Canuto, Edel.